# Augustus regionsindelning
Kejsar Augustus gjorde tre stora geografiska indelningsreformer. Han delade in staden Rom i distrikt, han delade in Apenninska halvön i regioner och han delade in det romerska riket i provinser. Den här artikeln behandlar indelningen av Apenninska halvön i regioner.

Karta över regionerna.

Augustus regionindelning år 7 f.Kr. delade in Apenninska halvön i 11 regioner, och dessa regioner har lämnat spår efter sig i efterkommande regionindelningar, såsom den av Diocletianus på tvåhundratalet e.Kr. Regionuppdelningen följer till viss del bosättningsorterna för de italiska folken.

## Italia och Rom
Apenninska halvön var vid denna tidpunkt inte ett homogent landområde med en homogen befolkning som identifierade sig med Rom. Romaniseringsprocessen var inledd, men fortfarande var Apenninska halvön ett lapptäcke av olika folkslag, som hade olika kulturer, tillbad olika gudar, talade olika språk (även om många var italiska eller åtminstone indoeuropeiska språk). De hade olika politiska och administrativa strukturer.
Det fanns en spänning mellan Rom (som var en stadsstat som så småningom blev ett imperium) och Italia. Italia var ett från början litet område i Bruttium (på sydligaste Apenninska halvön) som så småningom växte: vid tiden för bundsförvantskriget döpte bundsförvanterna (de folk som slogs mot romarna) sitt område till Italia. Begreppen Italia och Rom stod alltså mot varandra.
Slarvigt uttryckt var Italia det geografiska området utanför Rom (jämför ager romanus) som samtidigt inte var del av en romersk provins. 
Befolkningen i Italia var inte föremål för vissa direkta skatter, och styrdes heller inte av en ståthållare utsänd från Rom. Istället styrdes man av ledamöter som valdes lokalt. Det fanns militära styrkor, men de skiljde sig påtagligt från de militära styrkorna i provinsen, som ofta var garnisons-stationerade trupper av legionärer. I Italia fanns praetoriangardet samt två delar av flottan, i Classe (nära Ravenna) och i Misenum (i Neapelbukten). I och med lex Pompeia och slutet av bundsförvantskriget blev fria män som bodde i Italia romerska medborgare. De hade rätt att ta vissa romerska ämbeten (såsom att bli senatorer). Municipier i Italia hade också ofta rätt att rösta i sin stad, istället för att åka till Rom för att rösta. Italier hade också rätt att ingå bland dem som ingick i de permanenta tribunalerna (kallade quaestiones perpetuae) att ingå i vissa specifika delar av den romerska armén samt att ingå i praetoriangardet.
Med andra ord hade Italia en särställning gentemot provinserna. Därutöver fick halvön bättre infrastruktur såsom vägar. Apenninska halvön blomstrade under den här perioden vad gäller såväl hantverk, jordbruk som tillverkning och detta medgav export till provinserna. Antalet romerska medborgare växte på halvön, från 4 063 000 år 28 f.Kr., 4 233 000 år 8 f.Kr. till 4 937 000 år 14 e.Kr.

## Den administrativa uppdelningen
Omkring år 7 f.Kr. delade Augustus in Apenninska halvön i elva regioner uppger Plinius d.ä. i sin Naturalis Historia. När regionuppdelningen gjordes hade 17 år förflutit sedan bundsförvantskriget, som var startskottet för en omfattande romanisering av de italiska folken.
Det är osäkert varför Augustus valde att skapa indelningarna i regioner. Det finns två huvudhypoteser. Enligt den första hypotesen skapades regionerna som en ram för att samla in statistiska uppgifter. Enligt den andra hypotesen hade regionen även viktiga administrativa uppgifter, såsom att förvalta kejserlig egendom eller samla in indirekta skatter.
De elva regionerna var numrerade I - XI. I modern tid har man till numreringen lagt namnet på det eller de områden som regionen omfattade. Dessa områden har med två undantag namn efter det folk som bebodde det: latium (latinare), Campania (campanier, men även andra folkslag), Apulia (iapyger), Calabria, Lucania (lukaner), Bruttium (bruttier), Samnium (samniter), Picenum (picener), Umbria (umbrer), Ager Gallicus (området "ager" där gallerna bodde), Etruria (etrusker), Aemilia (efter vägen Via Emilia), Ligurien (ligurer), Venetia (veneter), Histria (histrer), Transpadana (efter områdets placering - på andra sidan Padus).
Den regionuppdelning som gjordes av Augustus har legat till grund för efterföljande regionuppdelningar. Den nästkommande regionsuppdelningen, av kejsar Diocletianus på tvåhundratalet e.Kr., påminner om den som Augustus gjort. Spår av Augustus regionindelning kan skönjas även i det moderna Italiens regionuppdelning. Parallellt med de olika administrativa regionuppdelningarna har de traditionella områdena och deras beteckningar (såsom Samnium, Hirpinien och Picenum) levt kvar.

### Region I Latinum et Campania
Region I avgränsades av Aniene, Tibern, Silarus (dagens Sele), bergskedjan Apenninerna samt Tyrrenska havet.
Regionen bestod av åtminstone tre områden med olika historia: Campania, Latium vetus samt Latium novum. Campania var området söder om Liri, alternativt Sinuessa);, som bland annat beboddes av campanier och italioter. Latium delades upp i två delar, beroende på om det var Latiums kärnområde eller det utökade Latium. Latiums kärnområde (latium vetus) var ursprungsområde (området norr om linjen Lavinium, Albanobergen och Palestrina). Det utökade latium (Latium novum) var det område det mytologiska folket aboriginer, pelasger, arkadier, sidiciner, aurunker, rutuler, volsker, osker, ausoner och herniker bebott och som Rom lade under sig under fyra- och trehundratalen f.Kr. Tillsammans motsvarar de båda delarna av Latium sydvästra delen av den moderna administrativa regionen Lazio. Den historiska regionen Liburia (Terra di Lavoro) inkluderas i region I.
I Region I fanns:
- städerna Rom, Ostia, Porto, Tusculum, Aricia, Lavinium, Ardea, Palestrina, Capua, Nola, Teanum, Sessa Aurunca, Misenum, Puteoli, Cumae, Neapolis, Salernum.[4]
- vägarna via Salaria, via Valeria, via Appia, via Latina, via Severiana, via Domitiana, Via Popilia.[4]
- hamnarnaMisenum, Puteoli, Roms flodhamn samt Ostia.[4]

### Region II Apulia et Calabria
Regio II motsvarade områdena Murgia, Valle d'Itria och Salento och områdena där daunier, peuketer, messapier och hirpiner bodde. I regionsuppdelningen valde man att särskilja det samnitiska folket hirpiner och lägga dem i denna region, medan de andra folken lades i region IV (Samnium). Området motsvarar dagens Apulien, provinsen Avellino och östra delen av Basilicata.
I region II fanns:
- städerna Abellinum, Aecae, Ausculum, Barium, Brundisium, Butuntum, Canusium, Herdonia, Luceria, Lupiae, Matinum, Rudiae, Tarentum, Uria samt Vibinum.[7]

### Region III Lucania et Brutii
Region III avgränsade av joniska havet, tyrrenska havet samt floderna Bradano och Sele. Med andra ord inkluderade region III: 
- hela dagens Kalabrien (som beboddes av bruttier och greker)
- hela dagens Basilicata (som beboddes av lukaner) utom det samnitiska Melfese.
- Valle del Bradano (som beboddes av lukaner), som tillhör dagens Apulien.
- Cilento inklusive vallo di diano (som beboddes av lukaner) som idag ligger i den administrativa provinsen Salerno.[8]

I regionen bodde lukaner och bruttier som ofta låg i konflikt med varandra. Floden Lao samt vattendelaren Pollino utgjorde gränsen mellan dem. I Region III fanns:
- Städerna: Medma, Terina, Kaulon, Rhegium, Salernum, Scolacium, Metaponto, Eraclea, Potentia, Anxia, Grumentum, Aceruntia, Elea-Velia, Paestum, Hipponion, Locri Epizefiri, Crotone, Thurii, Sibari samt Consentia.[8]
- Vägarna: de huvudsakliga vägarna genom region III var Via Popilia och Via Herculea. Det fanns även några mindre vägar, framförallt la strada tirrenica (Paestum - Velia - via Popilia - tyrrenska havet) samt la strada ionica (Reggio di Calabria - Metaponto - Taranto)[8]
- Hamnarna:Reggio di Calabria, Hipponion, Crotone, Velia och Locri.[8]

### Region IV Samnium
Se även artikel Samnium.
Regionen avgränsades av Apenninerna (i norr), vattendelaren Sibillinibergen, Aterno, via Salaria, Tibern, Volturno, Saepinum och Biferno samt adriatiska havet.
Den moderna beteckningen på region IV, (Samnium), är egentligen felaktig då en stor del av det historiska samnium låg i region II (Hirpinien) och i region I. I och med regionindelningen splittrade man alltså de samnitiska stammarnas område. Förutom samniter bodde i regionen sabiner, aequer och vestiner.
I Regio IV fanns:
- städerna: Reate, Amiternum, Carseoli, Alba Fucens, Marruvium, Antinum, Corfinium, Pinna, Teate Marrucinorum, Anxanum, Ortona, Histonium, Saepinum, Bovianum Undecimanorum, Aesernia, Aufidena.[9]
- vägarna: Via Valeria Claudia, Via Caecilia, Via Claudia Nova, Via Paeligna, Via Sorana.[9]

### Regio V Picenum
Se även artikel Picenum.
Området motsvarar dagens Marche söder om floden Esino (provinsen Teramo) och delar av provinsen Pescara i dagens Abruzzo. Området avgränsas i stora drag av floderna Esino i norr, Adriatiska havet i öster, Apenninerna i väst och floden Saline i söder. Området inkluderar Picenum och Ager Pretutianus, folkslaget praetutiiers område. Under järnåldern var området bebott av picener, som till skillnad från villanovakulturen, jordfäste sina döda. Man har konstaterat att området haft mycket kontakter med östra sidan av adriatiska havet.
I region V fanns:
- städerna:Ancona, Asculum, Auximum, Castrum Truentinum, Cingulum, Cluana, Cupra Marritima, Cupra Montana, Falerio, Firmum Picenum, Novana, Numana, Pausulae, Planina, Potentia, Ricina, Septempeda, Tolentinum, Trea, Urbs Salvia, Castrum Novum, Hadria, Interamnia, Beregra.

### Regio VI Umbria et Ager Gallicus
Regionen sammanfaller delvis med den moderna regionen Umbrien. Den del av dagens Umbrien som ibland kallas Etruria tiberina, det vill säga området höger om Tibern där bland annat Perugia och Orvieto ligger var inte del av region VI. Istället inkluderade region VI en del av dagens Marche (norr om floden Esino: detta område kallas ager Gallicus) liksom några delar av Romagna, bland annat Sarsina och Sestino.
I region VI bodde bland andra umbrer, galler och romare. Där fanns:
- städerna: Aesis, Fanum Fortunae, Forum Sempronii, Fanum Fortunae, Forum Sempronii, Ostra antica, Pisaurum, Pitinum Pisaurense, Sena Gallica, Suasa, Ameria, Arna, Asisium, Attidium, Camerinum, Carsulae, Corculon, Forum Flaminii, Forum Julii Concupiensium, Fulginium, Hispellum, Iguvium, Interamna Nahars, Matilica, Mevania, Narnia Nahars, Nuceria Camellaria, Nuceria Favoniense, Ocriculum, Pitinum Mergens, Plestia, Sarsina, Sentinum, Sestinum, Spoletium, Suillum, Tadinum, Tifernum Metaurense, Tifernum Tiberinum, Trebia, Tuder, Tuficum, Urvinum Hortense, Urvinum Metaurense samt Vettona.[11]
- vägarna:Via Flaminia, Via Amerina, Via della Spina, Via di Helvillum, Via Nucerina, Via Plestina, Via Salaria Gallica samt Via Salaria Picena.[11]

### Region VII Etruria
Se även artikel Antikens Etrurien.
Etruria omfattade Toscana (området söder om floden Magra, delar av Umbrien (fram till Tibern) samt delar av västra Lazio. I området bodde framförallt etrusker.

### Region VIII Aemilia
Området fick sitt namn från via Emilia, en via consularis som gick till Milano. Området motsvarade ungefär antikens Cisalpina Gallien, som tidigare varit en romersk provins.
Cisalpina Gallien motsvaras idag av delar av regionerna Emilia-Romagna, Friuli-Venezia Giulia, Ligurien, Lombardiet, Piedmonte, Trentino-Alto Adige och Veneto. Gränsen mellan Transpadana Gallien och Cisalpina Gallien gick vid floden Padus (dagens Po): Cisalpina Gallien låg söder om floden och romaniserades också tidigare än Transpadana Gallien.
Området beboddes av galler, det vill säga kelter. Bland de keltiska folkslagen i Cisalpina Gallien kan nämnas salasser, tauriner, leponter, insubrer, cenomaner, bojer, lingoner, senoner och karner. Bland övriga folkslag i Cispalpina Gallien kan nämnas ligurer, etrusker, räter, camuner, veneter och picener.

### Regio IX Liguria
Region IX omfattade hela italienska rivieran från Nicaea till floden Magras mynning. Längst västerut sträckte sig området bara ett par kilometer inåt landet, och skapade på så sätt en landtunga från floden Varus mynning till Albintimilium. Landtungan var inklämd mellan den romerska provinsen Alpes Maritimae och liguriska havet. Efter landtungan gränsade regionen mot den romerska provinsen Alpes Cottiae. Floden Padus utgjorde gränsen mot region XI Transpadana. Vid Tanaro vände gränsen söderut mot region VIII (VIII Aemilia).
I region IX bodde bland annat ligurer. Där fanns också
städerna: Alba Pompeia, Albintimilium, Albingaunum, Augusta Bagiennorum, Derthona, Genua, Hasta , Iria, Libarna, Monilia, Portus Delphini, Portus Veneris, Segesta, Vada Sabatia samt Spedia.

### Regio X Venetia et Histria
Region X gränsade mot region VIII (Aemilia) i söder och region XI (Liguria) i väster. Regionen gränsade också mot de romerska provinserna Raetien, Noricum, Pannonia och Illyricum. 
Region X sträckte sig från floden Adda vid floden Tagliamento över stora delar av Karst-platån och Histrien. Venetia beboddes av veneter, som givit området dess namn medan Histrien beboddes av histrier. Den romerska koloniseringen av området inleddes på 200-talet f.Kr.
I region X fanns folken veneter och den illyriska folkgruppen histrier. Där fanns också städerna Aquileia, Opitergium, Patavium, Forum Julii, Cremona och Verona.

### Regio XI Transpadana
Region XI gränsade mot region X (Venetia et Histria) i öster, region VIII (Aemilia) i sydöst, region IX (Liguria) i sydväst. Därutöver gränsade regionen till de romerska provinserna Alpes Maritimae, Alpes Cottiae, Alpes Poeninae samt Raetien. 
Området motsvarande i stort sett antikens Gallia Transpadana, med undantag för området kring Brescia, Val Camonica, Cremona och Mantua. De områdena var istället del av Regio X Venetia et Histria.